# Onelungo Ponds
Die Onelungo Ponds (auf Deutsch etwa Onelungo-Wasserflächen) sind eine Kulturlandschaft unweit nordwestlich von Outapi in der Region Omusati in Namibia. Sie sind seit dem 1. September 2011 ein Nationaldenkmal Namibias.
Onelungo Ponds sind sich zur Regenzeit mit Wasser füllende Senken des Oshana-Systems. Das Gebiet hat eine historische und kulturelle Bedeutung für die Mbalantu (Ombalantu). Sie fingen traditionell nur einen Fisch aus den Wassersenken, grillten ihn und übergaben ihn dem König. Erst dann durfte die Fischsaison eröffnet werden.